# Bismarckbrunnen (Bad Reichenhall)

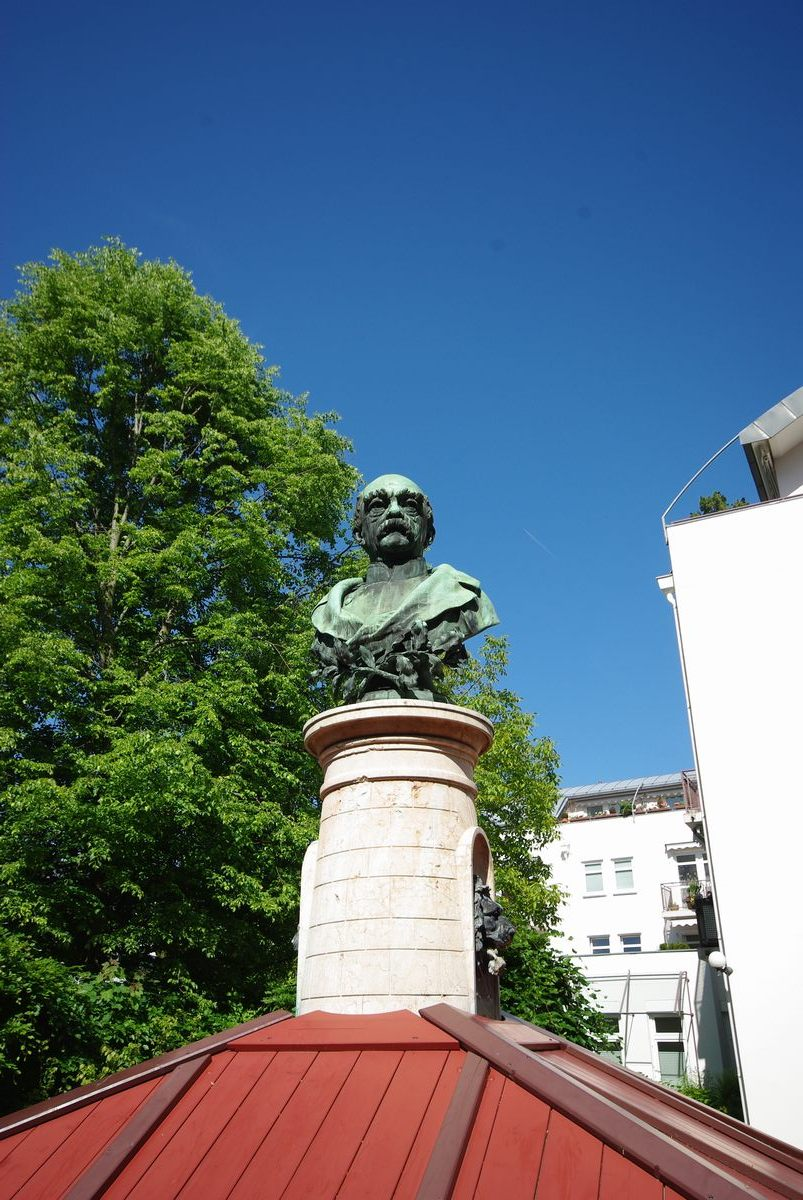
Bismarckbrunnen in Bad Reichenhall

Der Bismarckbrunnen ist ein Springbrunnen in der oberbayerischen Stadt Bad Reichenhall, in der Bahnhofstraße, schräg gegenüber der Evangelischen Stadtkirche. Er wurde von Karl Hochbichler errichtet, die Bronzebüste Otto von Bismarcks schuf Theodor Haf.
Der Brunnen steht unter Denkmalschutz und ist unter der Nummer D-1-72-114-230 in die Bayerische Denkmalliste eingetragen.

## Geschichte

### Initiative zur Errichtung
Bismarck, der sich mehrmals zur Kur in Reichenhall aufhielt, wurde 1885 mit der Ehrenbürgerwürde der Stadt geehrt. Im selben Jahr gab es anlässlich seines 70. Geburtstags erste Bestrebungen zur Errichtung eines Bismarckbrunnens, für den sich insbesondere der „Liberale Reichsverein“ engagierte. Das „Katholische Kasino“, eine örtliche Formation mit nur lokaler Bedeutung, die der Bayerischen Patriotenpartei nahestand, machte gegen die Idee eines Bismarckbrunnens Stimmung und verhinderte vorerst dessen Errichtung.
Kurz nach dem Rücktritt Bismarcks als Reichskanzler gründete sich 1890 ein „Komitee zur Errichtung eines Bismarckbrunnens“. Diesem gehörten neben dem damaligen Bürgermeister Konrad Prosinger auch der Badkomissär  Sigmund Freiherr von Prankh, drei Gemeindebevollmächtigte und ein Bürger an. Zwei Jahre später forderte Dr. Bulling, Vorsitzender des neu gegründeten „Liberalen Vereins“ und Mitglied des Komitees öffentlich die Errichtung eines Bismarckbrunnens. Der Verein sammelte Gelder „für eine dem Kanzler würdige Gestaltung“ und auch die Stadt gab die Zusage für einen erheblichen Zuschuss. Dies führte jedoch zum Widerstand aus der Bevölkerung, insbesondere aus Reihen der Zentrumsanhänger. In einem Leserbrief im „Grenzboten“ hieß es:

„Die Stadt soll sich als so unpatriotisch hinstellen lassen, dem entlassenen Reichskanzler einen Monumentalbrunnen zu errichten, während unser geliebtes Herrscherhaus Wittelsbach, das stets der gute Genius Reichenhalls war, dessen Gunst und Güte es sein Emporblühen verdankt, mit solcher Ehrung übergangen wird.“

Im Januar 1893 wurde Theodor Hafs Modell des Brunnens in Bad Reichenhall ausgestellt. Die Kosten für den eigentlichen Brunnen wurden mit 5000 Mark, die Gesamtkosten (einschließlich Bassin, Gitter und Wasserleitungen) mit 6000 Mark veranschlagt, wovon 4000 Mark bereits gedeckt waren. Als Standort war zunächst der Untere Lindenplatz ins Auge gefasst worden, auf dem heute das Kriegerdenkmal von 1923 steht.
Der Liberale Verein führte weiterhin Sammlungen durch und veranstaltete zu diesem Zweck auch öffentliche Konzerte. Nachdem die Finanzierung des Brunnens gesichert war, wollte der Liberale Verein diesen im Reichenhaller Kurgarten aufstellen lassen, was jedoch auf breite Ablehnung stieß. Das Staatsministerium des Inneren und der Finanzen genehmigte schließlich die Aufstellung an einer etwas abseits gelegenen Stelle gegenüber der Evangelischen Kirche.

### Feierliche Enthüllung und Bedeutung
Der Bismarckbrunnen in Bad Reichenhall wurde 1896 feierlich enthüllt.

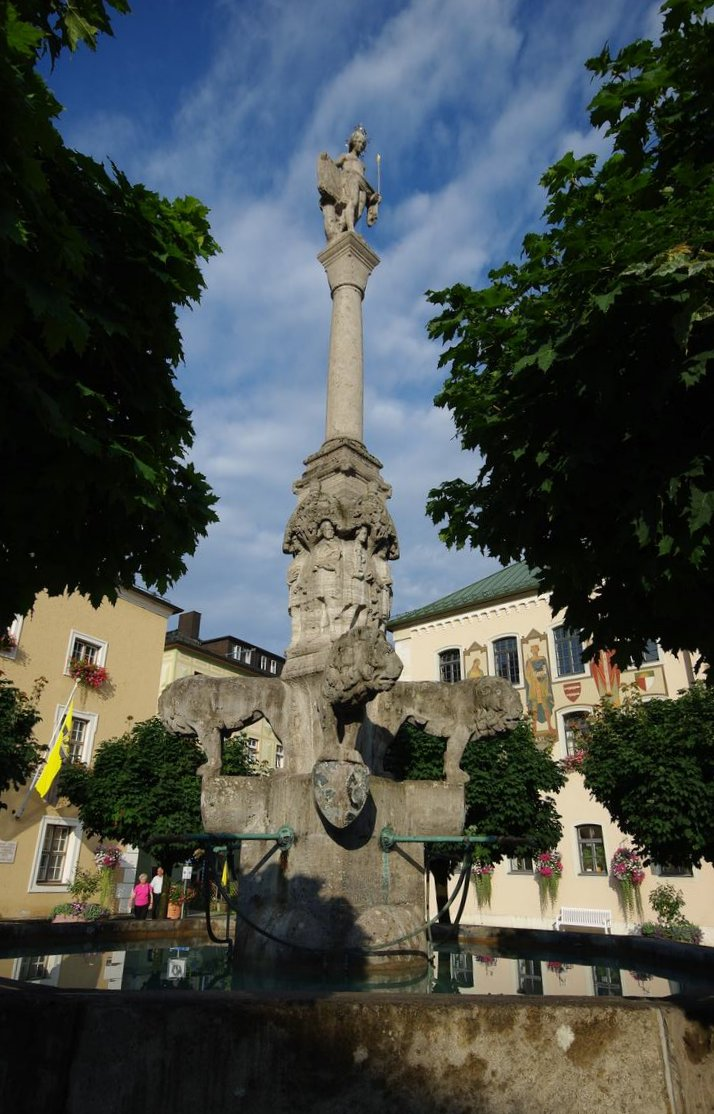
Wittelsbacherbrunnen auf dem Rathausplatz

Überregional kommt dem Brunnen historische Bedeutung zu, da er eines der wenigen Zeugnisse für die monumentale Bismarck-Verehrung in Oberbayern ist, wo diese weit weniger ausgeprägt war als in anderen Landesteilen Bayerns. Im Hinblick auf die Reichenhaller Stadtgeschichte gehört der Brunnen mit der Büste Bismarcks zu den beiden „politisch motivierten“ Brunnen der Stadt. Der Bismarckbrunnen (1896) und der Wittelsbacherbrunnen (1905) sind politische Erklärungen jener Zeit und symbolisieren die politische Kultur einer bestimmten Epoche. Zudem sieht Johannes Lang im Bismarckbrunnen einen „Ausdruck des Zuzugs von Norden, aus dem damaligen Preußen nach Bad Reichenhall, was den gesamten Ort nachhaltig geprägt“ habe.

### Pläne zur Stilllegung
Nachdem im Jahr 2010 eine Sanierung des in die Jahre gekommenen Brunnens überfällig geworden war, setzte man ihn außer Betrieb und deckte ihn mit einer Holzkonstruktion ab. Seitdem ragt nur noch die Büste Bismarcks aus der Holzverschalung. 2010 beliefen sich die veranschlagten Sanierungskosten für Steinmetz- und Installationskosten auf fast 40.000 Euro. Um den Brunnen nicht mit Trinkwasser als Laufbrunnen zu betreiben, sollte er für weitere 20.000 Euro um ein Schachtbauwerk mit Pumpe erweitert werden. Die jährlichen Betriebskosten wurden auf 3.000 Euro geschätzt. Die Stadtverwaltung plante, den Brunnen zurückzubauen und in ein Blumenbeet zu verwandeln. Die dafür veranschlagten 10.000 Euro standen im Haushalt der Stadt damals bereit.
Diesen Plan der Stadtverwaltung, den Brunnen stillzulegen, lehnte der Stadtrat 2013 erneut ab. Stadtratsmitglied Michael Nürbauer von den Grünen sprach sich gegen „den nun schon dritten Versuch der Verwaltung aus, den Brunnen in ein Blumenbeet umzuwandeln“, und plädierte dafür, den Brunnen als das historisch interessante Denkmal wahrzunehmen, das er sei, und ihn zu sanieren. Mitglieder der Stadtratsfraktionen der CSU und FDP sprachen sich ebenfalls für eine Instandsetzung aus. Gerhard Fuchs, der Sprecher der FWG, war jedoch entschieden dagegen und stellte in Frage, ob die Stadt das Geld für die Sanierung wirklich übrig habe. Er führte zudem an, dass der Brunnen im Gegensatz zu anderen Brunnen der Stadt an keinem zentralen Platz, sondern „eher versteckt“ liege. Stadtbaumeister Thomas Knaus wurde seitens des Stadtrats vorgeworfen, er habe keine weiteren Angebote zur Sanierung eingeholt. Schließlich stimmte der Stadtrat mit 14 : 11 Stimmen gegen die Umwandlung in ein Blumenbeet.

### Initiative zur Rettung durch den VereinLebenswertes Bad Reichenhall
Bis 2021 – elf Jahre nachdem der Brunnen außer Betrieb gesetzt wurde – erfolgten seitens der Stadt Bad Reichenhall keine Arbeiten am Bismarckbrunnen. Die Sanierung sei immer an der angespannten Haushaltslage der Stadt gescheitert. Im März 2021 startete der Verein Lebenswertes Bad Reichenhall einen Spendenaufruf. Anlass war der 125. Jahrestag der feierlichen Enthüllung. Der Vereinsvorsitzende Manfred Hofmeister schlug zum Erhalt des Denkmals den Verkauf von Brunnenbausteinen für 30 Euro pro Stück vor. zusätzlich sollen Geburtstagsbausteine zu je 125 Euro angeboten werden. Stadtheimatpfleger Johannes Lang unterstützt das Vorhaben. Neben dem Verein für Heimatkunde, dessen Vorsitzender Lang ist, hat auch das Bayerische Landesamt für Denkmalpflege einen größeren Betrag zur Förderung der Sanierung in Aussicht gestellt.

## Beschreibung
Große Teile der Brunnenanlage können seit 2010 und bis zum Abschluss der Sanierung nicht besichtigt oder fotografiert werden. Doch kann die Beschreibung des Brunnenmodells von 1893 einstweilen die Beschreibung des ausgeführten Brunnens ersetzen.

„Vom Wasserspiegel aus erhebt sich inmitten des Bassins eine Cyklopenmauer, auf der der Sockel  aus Untersberger Marmor ruht, und wird das Ganze von einer Büste Bismarcks gekrönt. Der obere Theil  des Sockels bildet eine deutsche Warte, an deren beiden Seiten sich nischenartige Vertiefungen und innerhalb derselben je ein baierischer Löwe befinden, welche das Wasser aus dem Rachen in eine Schale unterhalb ergießen. Auf der rechten Seite des Brunnens steht mit diesen Schalen ein Drache, der die Salzquellen Reichenhalls bewacht, auf der linken Seite ein Triton, den Ruhm der Stadt verkündend, in Verbindung, und diese beiden Figuren befördern dann ihrerseits die sprudelnden Wasser in das Bassin, an dessen vier Ecken sich ebenfalls je ein Wasserstrahl in die besagten Schalen ergießen soll. Das ganze Monument wird, vom Wasserspiegel aus gemessen, eine Höhe von ungefähr 4,50 Meter erhalten.“

Die Büste ehrt den ehemaligen Reichskanzler, doch die figürliche Dekoration des Sockels dient der Verherrlichung Bad Reichenhalls und Bayerns.